# Тумаликоль
Тумалико́ль (каз. Тұмалыкөл) — село у складі Шалкарського району Актюбінської області Казахстану. Входить до складу Шетіргізького сільського округу.
Населення — 186 осіб (2021; 292 у 2009, 344 у 1999, 489 у 1989).